# 座光寺パーキングエリア
座光寺パーキングエリア（ざこうじパーキングエリア）は、長野県飯田市にある中央自動車道のパーキングエリア（PA）である。

## 概要

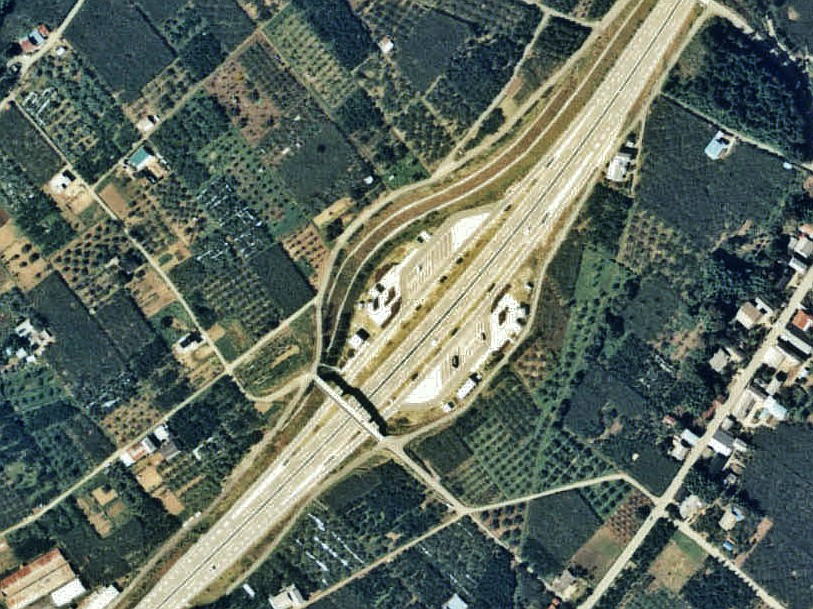
座光寺パーキングエリア
（1976年〈昭和51年〉度撮影）。

中央自動車道で唯一のトイレ・自動販売機のみが設置されているPAである。
2021年にはスマートインターチェンジが併設された。建設中のリニア新幹線の駅（長野県駅 ＜仮称＞）の最寄りICになることが見込まれている。

## 道路
- E19 中央自動車道（25-1番）

## 施設

### 上り線（長野・東京方面）
- 駐車場
  - 大型 5台
  - 小型 12台
- トイレ
  - 男性 大3（和式1・洋式2）・小3
  - 女性 5（和式1・洋式4）
  - 幼児用トイレ 1（洋式1）
  - 車椅子用 1
  - 自動販売機

### 下り線（名古屋・大阪方面）
- 駐車場
  - 大型 5台
  - 小型 12台
- トイレ
  - 男性 大4（和式1・洋式3）・小4
  - 女性 8（和式1・洋式7）
  - 幼児用トイレ 1（洋式1）
  - 車椅子用 1
  - 自動販売機

### 座光寺スマートインターチェンジ
座光寺スマートインターチェンジ（ざこうじスマートインターチェンジ）は、座光寺パーキングエリアに併設のスマートインターチェンジである。
利用可能車種はETC搭載の全車種（車長12.0 m以下）で24時間運用。上下線ともに出入可となっている。

#### 接続する道路
- （上り線）市道座光寺280号線[2]
- （下り線）市道座光寺281号線[2]

#### 歴史
- 2016年（平成28年）5月27日 : 国土交通省より連結許可[3]。
- 2020年（令和2年）3月31日 : IC名称が「座光寺スマートIC」で正式決定[4]。
- 2021年（令和3年）3月28日 : 供用開始[5]。

## 隣
E19 中央自動車道
(25) 松川IC - (25-1)座光寺PA/SIC - (26) 飯田IC